# Vol Empire Airlines 8284
Le 27 janvier 2009, l'ATR 42 effectuant le vol Empire Airlines 8284, un vol cargo opéré par Empire Airlines (en), pour le compte de FedEx et reliant l'aéroport Perot Field Fort Worth Alliance (en) à l'aéroport international Preston Smith de Lubbock (en), au Texas, s'est écrasé lors de l'approche finale vers son aéroport de destination. Les deux membres de l'équipage ont survécu avec des blessures mineures, mais l'avion a été en partie détruit par l'incendie qui a suivi le crash.

## Contexte

### Avion
L'appareil impliqué était un ATR 42–320, un bi-turbopropulseur immatriculé N902FX (numéro de série 175). Il a été construit par ATR, en tant qu'avion de transport de passagers en 1990. Au cours de ses 19 années de service, il a totalisé 28 768 heures de vol et 32 379 cycles (décollage/atterrissage). Il était également équipé de deux moteurs Pratt & Whitney Canada PW121. En 2005, l'avion a été converti pour le transport de marchandises.

### Équipage
Le commandant de bord était Rodney Holberton, âgé de 52 ans et totalisant 13 935 heures de vol, dont 12 742 heures en tant que commandant de bord. Il avait effectué 2 052 heures de vol sur ATR 42, dont 1 896 en tant que commandant de bord. 
La copilote était Heather Cornell, âgée de 26 ans, qui cumulait 2 109 heures de vol, selon les registres de la compagnie aérienne. Elle avait effectué seulement 130 heures de vol sur ATR 42, toutes effectuées en tant que copilote.

## Accident
Le vol 8284 a décollé de l'aéroport Perot Field Fort Worth Alliance (en) à 3 h 21 CST ; il a entamé son approche vers l'aéroport international Preston Smith de Lubbock (en) vers 4 h 30 CST. Les conditions météorologiques à Lubbock étaient mauvaises, avec un ciel couvert à 500 pieds (152 m), de la bruine verglaçante et du brouillard.
Lors de l'approche, un problème au niveau des commandes de vol a empêché le déploiement des volets. La copilote a alors poursuivi l'approche pendant que le commandant de bord tentait de régler le problème des volets. Aucun des deux pilotes n'a surveillé la vitesse et l'avion a commencé à descendre à plus de 2 000 pieds (610 m)/minute, ce qui a déclenché une alarme « Pull Up » dans le cockpit. 
L'équipage a fait remonté l'avion 17 secondes après l'alarme initiale. Le vol 8284 est alors entré en décrochage et s'est écrasé. L'ATR 42 a percuté le sol avant le seuil de la piste d'atterrissage, a ensuite dérapé sur 3 300 pieds (1 000 m) et est sorti de la piste 17R. Un petit incendie s'est déclaré peu après le crash.

L'épave du vol 8284
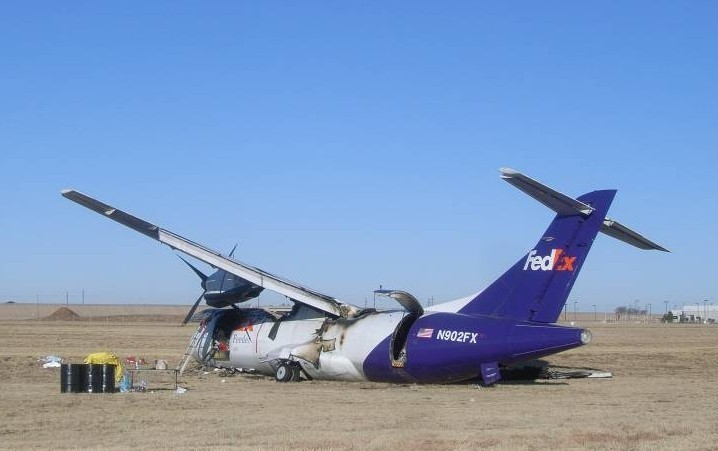
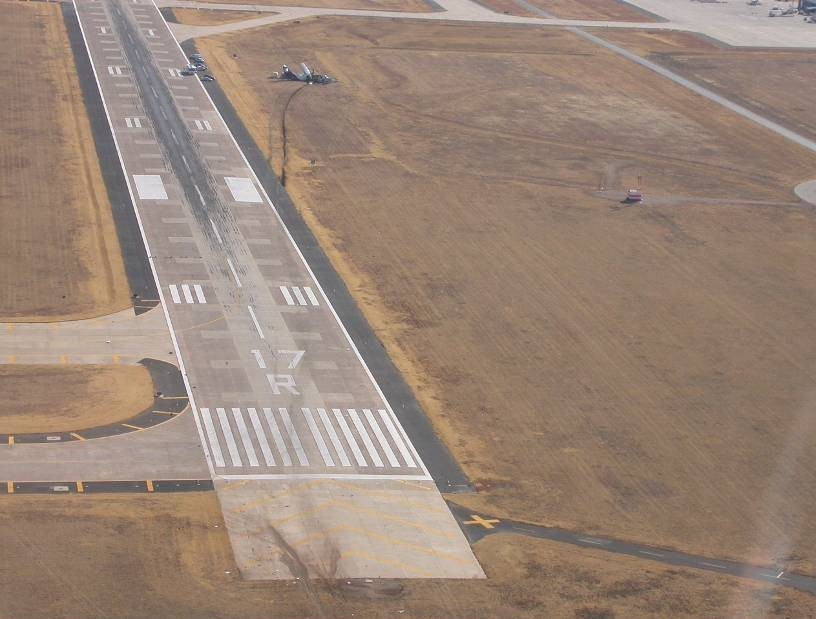
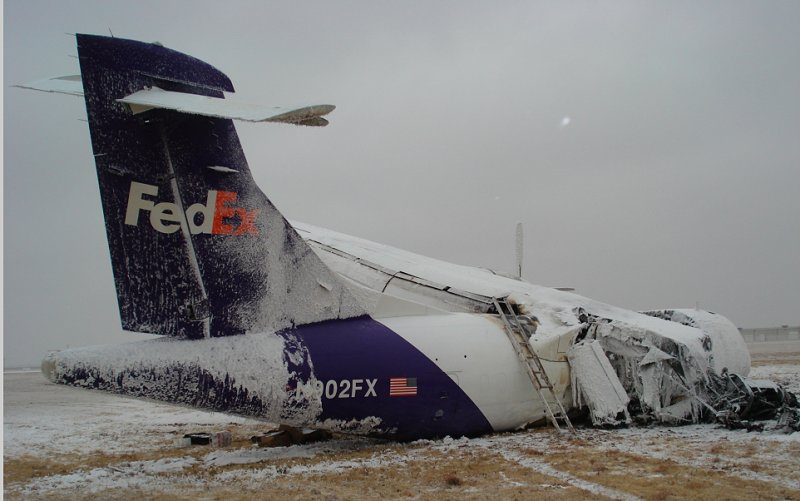

## Enquête
Le Conseil national de la sécurité des transports (NTSB) a enquêté sur la cause de l'accident. L'enregistreur de paramètres (FDR) et l'enregistreur phonique (CVR) ont montré que l'équipage a poursuivi l'approche, alors que les volets ne s'étaient pas déployés, plutôt que de procéder à une remise de gaz. L'équipage n'a pas non plus appliqué la poussée maximale du moteur immédiatement après le décrochage, attendant 17 secondes après le déclenchement d'une alerte du système d'avertissement et d'alarme d'impact (TAWS) avant d'appliquer la pleine poussée des moteurs. 
Lors d'entretiens après l'accident, le commandant de bord a déclaré qu'il souffrait d'un manque de sommeil avant le vol, en raison d'une charge de travail élevée qui affectaient ses performances de vol. Une fois l'enquête terminée, le NTSB a publié son rapport final en 2011.
Les enquêteurs du NTSB ont conclu que la cause probable de cet accident était l'incapacité de l'équipage à surveiller et à maintenir une vitesse aérienne minimale de sécurité lors de l'exécution d'une approche aux instruments dans des conditions de givrage, ce qui a entraîné un décrochage aérodynamique à basse altitude. 
Les différents facteurs ayant contribué à cet accident sont :
- le non-respect par l'équipage des procédures opérationnelles standards (SOP) publiées en réponse à une anomalie de sortie des volets.
- la décision du commandant de bord de poursuivre une approche non stabilisée.
- la mauvaise gestion des ressources de l'équipage dans le cockpit.
- la fatigue, due au moment de la journée à laquelle l'accident s'est produit et à un manque de sommeil cumulé, qui a probablement altéré les performances du commandant de bord.

## Conséquences
L'ATR 42 impliqué, N902FX, a été gravement endommagé lors de l'accident et a été retiré du service. Les deux membres de l'équipage ont été envoyés à l'hôpital avec des blessures légères. Tous deux sont rapidement sortie de l'hôpital et ont repris leurs vols chez FedEx un mois plus tard.
Le NTSB a émis neuf recommandations de sécurité à la suite de cet accident, notamment des recommandations visant à prévenir le risque de givrage en vol. L'accident a conduit l'Agence de l'Union européenne pour la sécurité aérienne (AESA) à réexaminer le vibreur de manche présent à bord des avions pour les protéger d'un éventuel décrochages, et à adopter une règle concernant la simulation des conditions givrantes dans les simulateurs de vol.